# Tour métallique de Fourvière

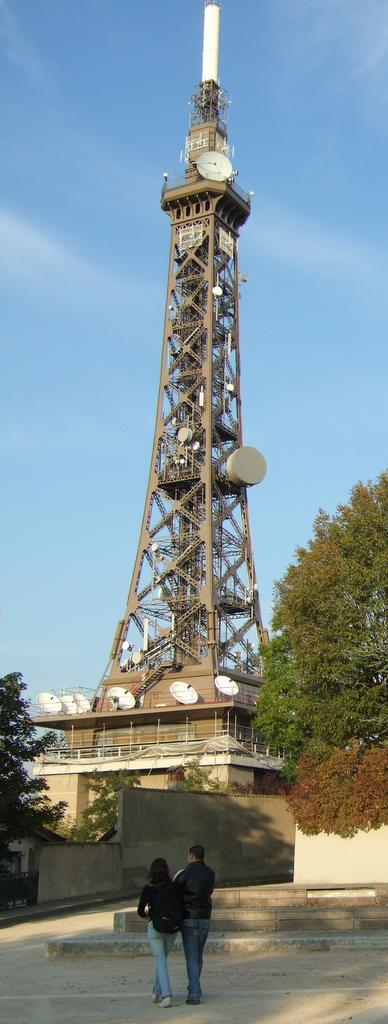
Tour métallique de Fourvière

Die Tour métallique de Fourvière ist ein Wahrzeichen von Lyon. Sie ist ein dem Eiffelturm nachempfundener Stahlfachwerkturm mit einer Höhe von 101 Metern (85,9 Metern vor der Installation der Fernsehsendeantenne) und einem Gewicht von 210 Tonnen, der zwischen 1892 und 1894 nach Plänen von Gustave Eiffel auf dem Hügel Fourvière gebaut wurde. Bis zum 1. November 1953 diente er als Aussichtsturm, heute ist er ein – für die Öffentlichkeit nicht zugänglicher – Sendeturm.

## Historischer Hintergrund
Aus Anlass der großen Lyoner Ausstellung von 1894 wurde beschlossen, einen Turm zu errichten. Für den Bau des Turms wurden die Société Anonyme de la Tour de Fourvière gegründet. Das Land, auf dem der Turm errichtet wurde, gehörte der Familie Gay, das Land wurde für 40 Jahre der Gesellschaft überlassen. Die Beteiligten Ingenieure waren Paufique, Taviaud und Duffaud.
Er galt und gilt aber als bewusste Zeichensetzung der republikanischen, laizistischen Fraktion der Bürgerschaft und Herausforderung des Symbols der katholisch-konservativen Kreise, die die benachbarte Marienbasilika von Notre-Dame de Fourvière errichtet hatten.
10 Jahre nach dem Ablauf der Konzession kaufte Frau Gay den Turm. 1943 sollte der Turm zur Metallgewinnung abgerissen werden. 1953 wurde der Turm von R.T.F gekauft und ging 1954 in dessen Besitz über.

## Abgestrahlte Radio- und TV-Programme

### Radio
| Programm       | Frequenz  | ERP  |
| -------------- | --------- | ---- |
| France Inter   | 87,75 MHz | 2 kW |
| Regional       | 91,05 MHz | 2 kW |
| France Culture | 94,0 MHz  | 3 kW |
| France Musique | 98,0 MHz  | 2 kW |

### TV
| Programm         | Kanal | Frequenz   | ERP   |
| ---------------- | ----- | ---------- | ----- |
| M6               | 22    | 479,25 MHz | 10 kW |
| La Cinq          | 28    | 527,25 MHz | 10 kW |
| Antenne 2        | 58    | 767,25 MHz | 10 kW |
| TF1              | 61    | 791,25 MHz | 10 kW |
| France Regions 3 | 64    | 815,25 MHz | 10 kW |